# Thur (Rhein)
Die Thur ist ein linker Zufluss des Rheins. Sie hat von der Quelle der Säntisthur bis zur Einmündung in den Rhein eine Gesamtlänge von 134,6 Kilometern und ist damit nach dem  Rhein der zweitlängste Fluss der Ostschweiz. Davon liegen 72 km im Kanton St. Gallen, 45 km im Kanton Thurgau und 22 km im Kanton Zürich. Ihr Einzugsgebiet hat eine Fläche von rund 1760 km².

## Name
Der Name ist erstmals belegt im Jahr 886, als Dura.
Im 13. Jahrhundert erscheint die Schreibung Turia, im 14. Jahrhundert Thûr, Tûr.
Der Name wurde als alteuropäisches Hydronym gedeutet, von einem *durâ oder *duriâ «Flusslauf» von der indogermanischen Wurzel *dhu «laufen, eilen». Die Länge des Vokals û ist sekundär und stammt aus dem Mittelhochdeutschen.
Nach dem Gewässer war das Turgowe benannt, ein pagus im Herzogtum Alemannien.
Die erste Nennung des pagus ist noch etwas älter als die früheste direkte Nennung des Gewässers, erwähnt als in pago Durgaugense um das Jahr 745.
Davon leitet sich auch der Name der späteren Grafschaft Thurgau ab und daraus des Kantons Thurgau.

## Geographie

### Verlauf

#### Überblick
Die Quelle der Säntisthur liegt am Chalbersäntis oberhalb von Unterwasser im Toggenburg. Nach zwei Wasserfällen, den Thurfällen im bewaldeten Chämmerlitobel, vereinigt sich die Säntisthur bei Unterwasser mit der Wildhauser Thur und fliesst als Thur durch das Toggenburg (siehe Karte: ).
Bei Lütisburg mündet der Necker in die Thur. Ab Wil SG fliesst die Thur nach Osten. Bei Oberbüren, wo die Glatt in die Thur mündet, verlässt sie die Region Toggenburg und fliesst in nordöstlicher Richtung weiter in den Kanton Thurgau. In Bischofszell mündet die Sitter in die Thur, die fortan nordwestlich weiter fliesst. Bei Frauenfeld mündet die Murg in die Thur. In der Nähe von Flaach und Ellikon am Rhein erreicht die Thur den Rhein.
Vor Kradolf verläuft die Thur in einem Felsbett, danach besteht das Flussbett aus Geschiebe des Flusses und glazialen Ablagerungen des Säntisgletschers.

#### Flussabschnitte
Thurquelle–Wattwil
Die Quelle der Thur ist in Trosen. Dann fliesst sie durch Unterwasser, wo die Wildhauser Thur einmündet, nach Alt St. Johann und von dort nach Starkenbach, wo der Neuenalpbach und der Leistbach einmündet. In Müli bei Stein mündet die Wissthur ein, nachdem der Chlusbach in Fähnrichs zugeflossen ist. Im Zentrum von Nesslau fliesst die Luteren in die Thur, bevor ein Dorf weiter, in Krummenau, der Lütisbach zufliesst. In Ebnat-Kappel münden Steintaler Bach, Stelzbach und kurz danach der Mettlenbach ein, und vom Rickenpass her kommt kurz vor Wattwil der Rickenbach hinzu, danach der Feldbach.
Wattwil–Schwarzenbach
Von Krinau her kommt nach Lichtensteig dann der Krinaubach hinzu. Etwas später, im Zentrum von Dietfurt (Gemeinde Bütschwil-Ganterschwil), fliesst der Taabach ein. Kurz danach mündet der Tobelackerbach in die Thur. Ohne grosse weitere Mündungen geht es bis nach Lütisburg, wo der Necker zufliesst.
Schwarzenbach–Weinfelden
Ohne grosse Zuflüsse, dafür mit einer grossen Kurve geht es über Schwarzenbach bei Wil nach Niederuzwil, wo die Uze einmündet. Gleich darauf in Oberbüren mündet die Glatt. In Bischofszell macht das Flussbett fast eine Kehrtwendung, währenddem die Sitter zufliesst. In der Nähe von Bürglen mündet der Rütibach ein.
Weinfelden–Rheinmündung
Kurz vor Amlikon-Bissegg fliesst linksseitig der Furtbach und bei Amlikon-Bissegg rechtsseitig der Giessen ein. Danach geht es nach Pfyn, wo der Binnenkanal mit dem Wasser des Chemebachs, Aspibach, Beerebach und dem Dorfbach zufliesst. Kurz vor Frauenfeld wird das Seebachtal durch den Seebach in die Thur entwässert. Wenn man dann schliesslich in Frauenfeld ankommt, fliesst die Murg in die Thur. Bei Thalheim fliesst der linke Thur-Binnenkanal mit dem Tägelbach und dem Ellikerbach zu. Danach fliesst sie durch Andelfingen. Der Mederbach fliesst rechtsseitig zu, kurz nachdem die Thur an Alten vorbeigeflossen ist und wenig später in den Hochrhein mündet. Auf den letzten Kilometern vor der Einmündung in den Rhein liegt das Naturschutzgebiet der Thurauen.

### Einzugsgebiet
Das Einzugsgebiet der Thur ist 1760 km² gross und besteht zu 29,1 % aus bestockter Fläche, zu 58,6 % aus Landwirtschaftsfläche und zu 9,4 % aus Siedlungsfläche.
Die Mittlere Höhe des Einzugsgebietes beträgt 758 m ü. M., die Minimale Höhe liegt bei 338 m ü. M. und die Maximale Höhe bei 2428 m ü. M.

### Zuflüsse
- Wildhauser Thur (bei Unterwasser)
- Wissthur (bei Stein) → Zuflüsse
- Luteren (bei Neu St. Johann) → Zuflüsse
- Dietfurterbach (bei Dietfurt)
- Necker (bei Lütisburg) → Zuflüsse
- Gonzenbach (bei Lütisburg)
- Uze (bei Niederuzwil) → Zuflüsse
- Glatt (bei Oberbüren) → Zuflüsse
- Sitter (bei Bischofszell) → Zuflüsse
  - Schwendibach
  - Weissbach
  - Rotbach
  - Wattbach
    - Gstaldenbach
    - Buebenrütibach

  - Urnäsch
    - Wissebach
- Furtbach (bei Amlikon-Bissegg)
- Giessen (bei Amlikon-Bissegg)
  - Wisebach
    - Tobelbach
    - Mättlibach
- Kemme (bei Pfyn)
  - Tosbach
  - Furtibach
- Seebach (bei Weiningen)
- Murg (bei Warth) → Zuflüsse
  - Lauche
  - Lützelmurg
- Binnenkanal Thur (bei Thalheim an der Thur)
  - Tägelbach
  - Ellikerbach
- Mederbach (bei Flaach) → Zuflüsse
  - Bruggbach
  - Abistbach

Zuflüsse der Thur
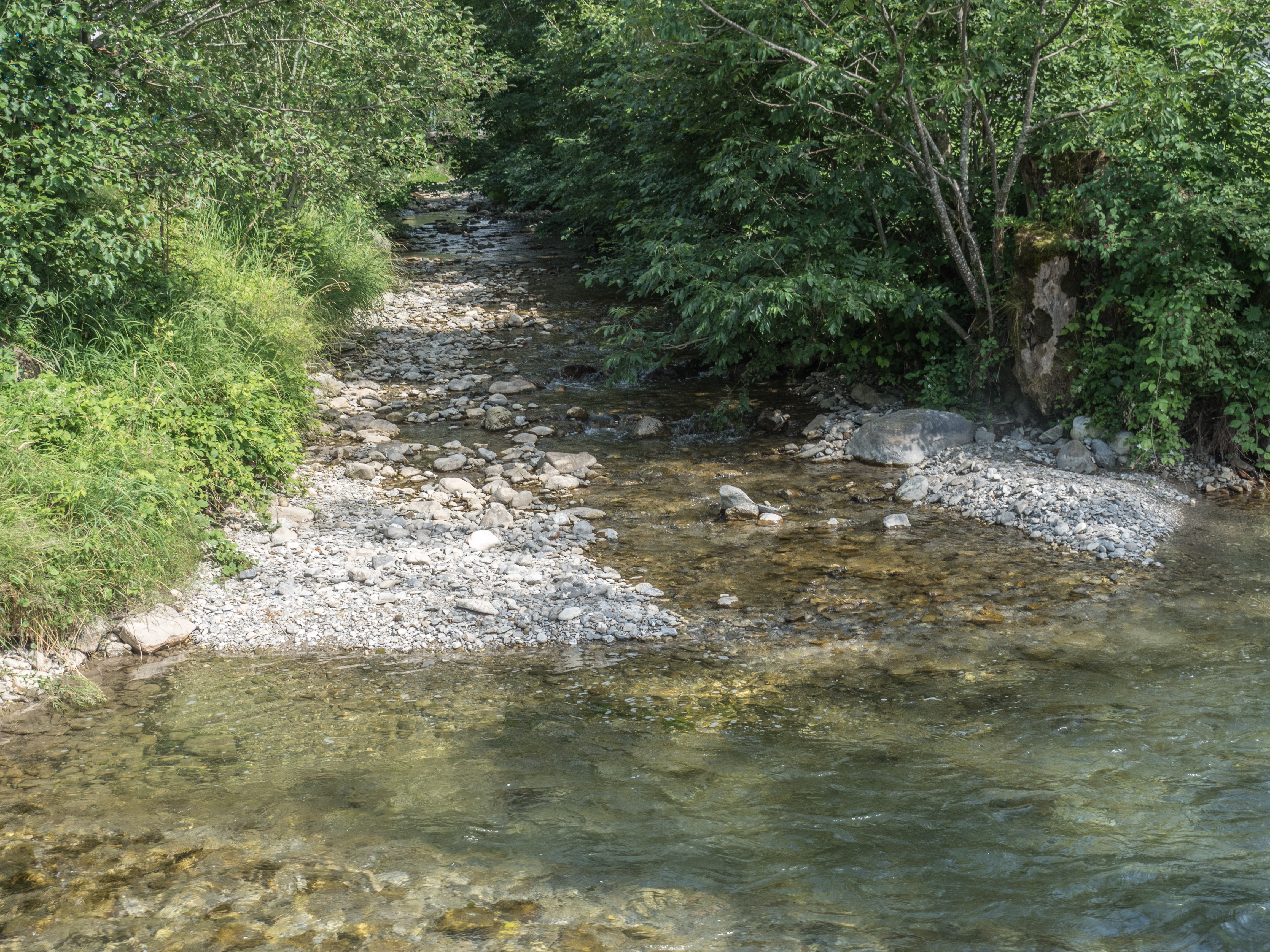
Zusammenfluss von Säntisthur und Wildhauser Thur zur Thur
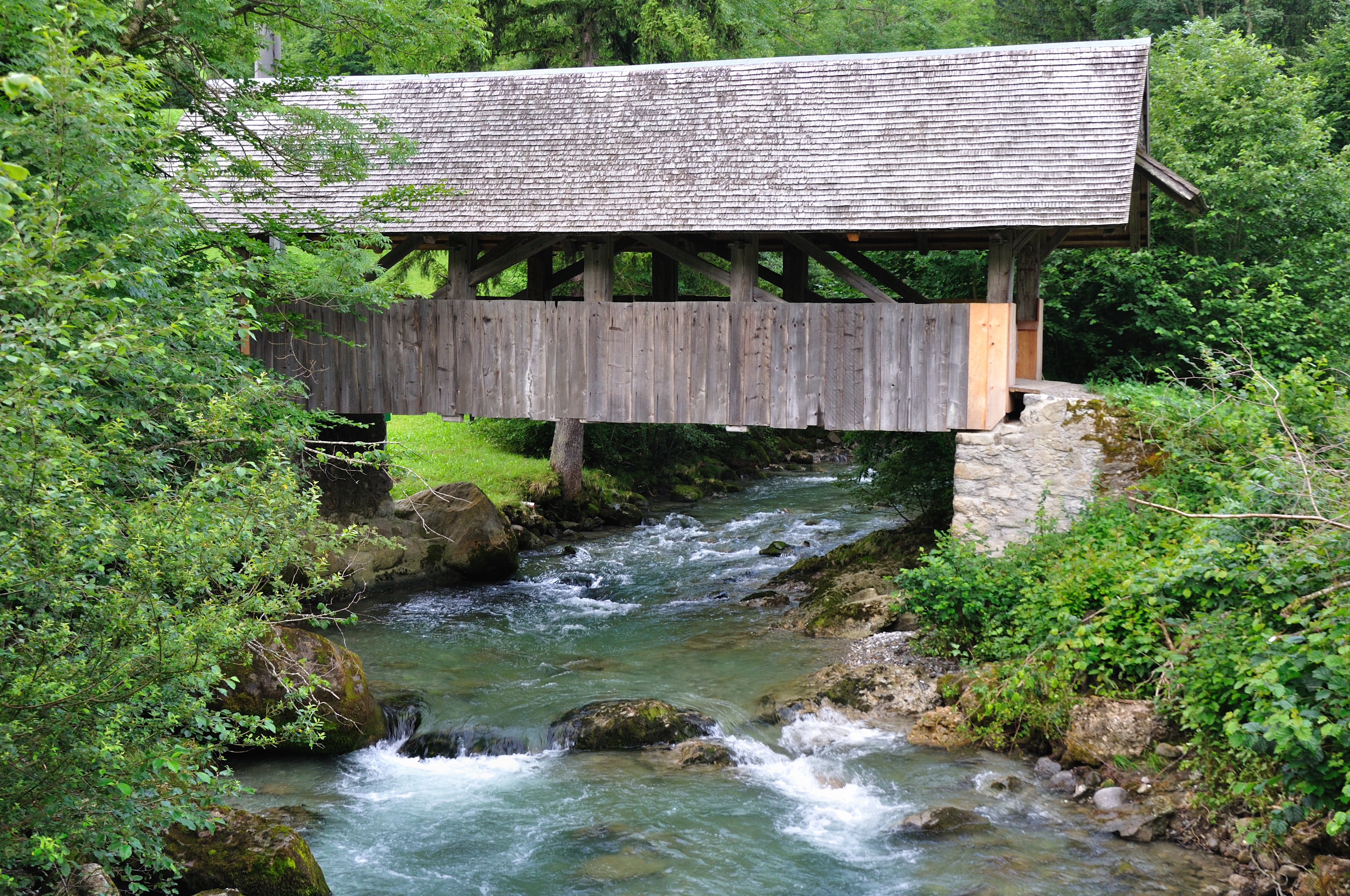
Die Wissthur
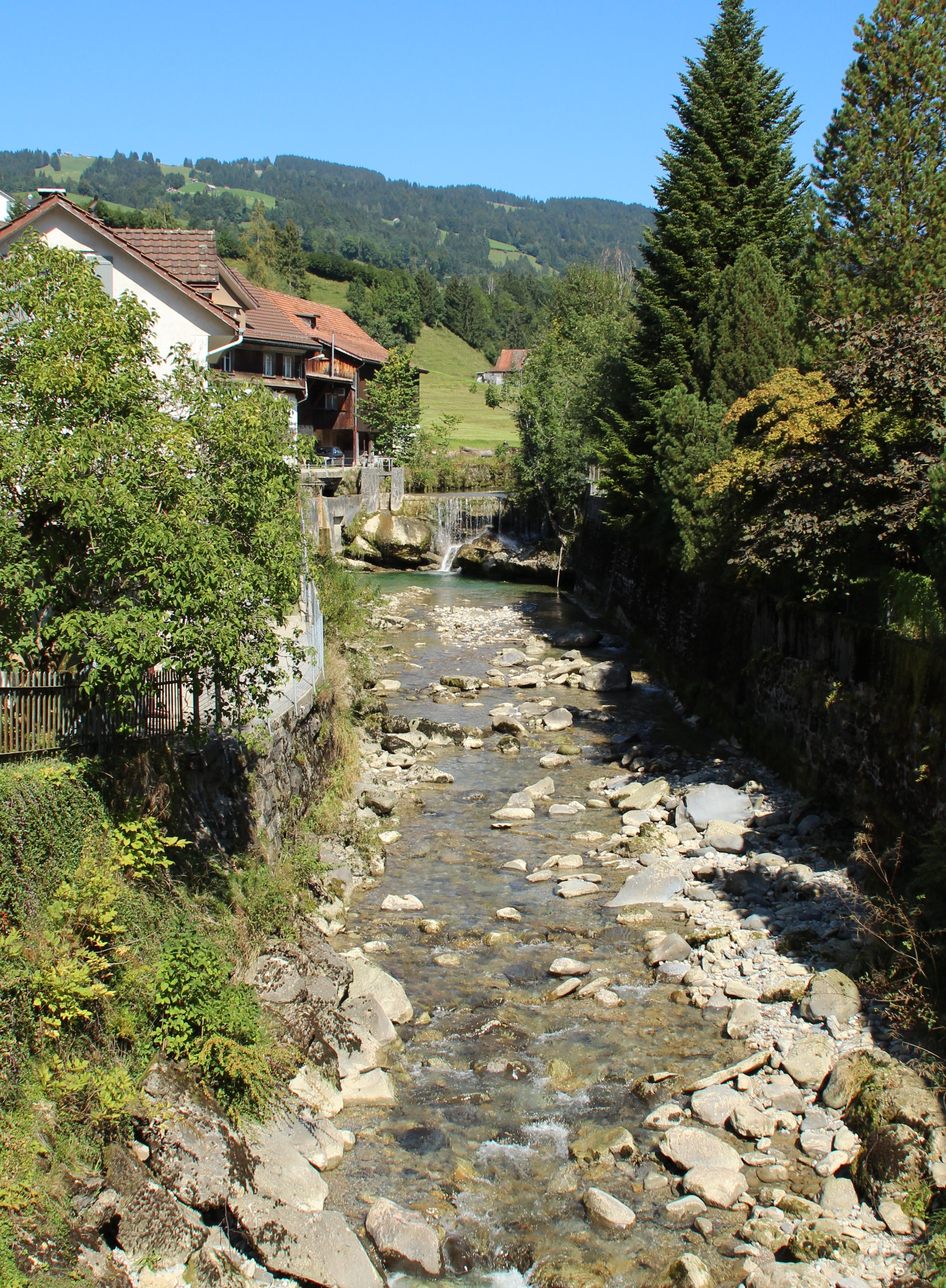
Die Luteren
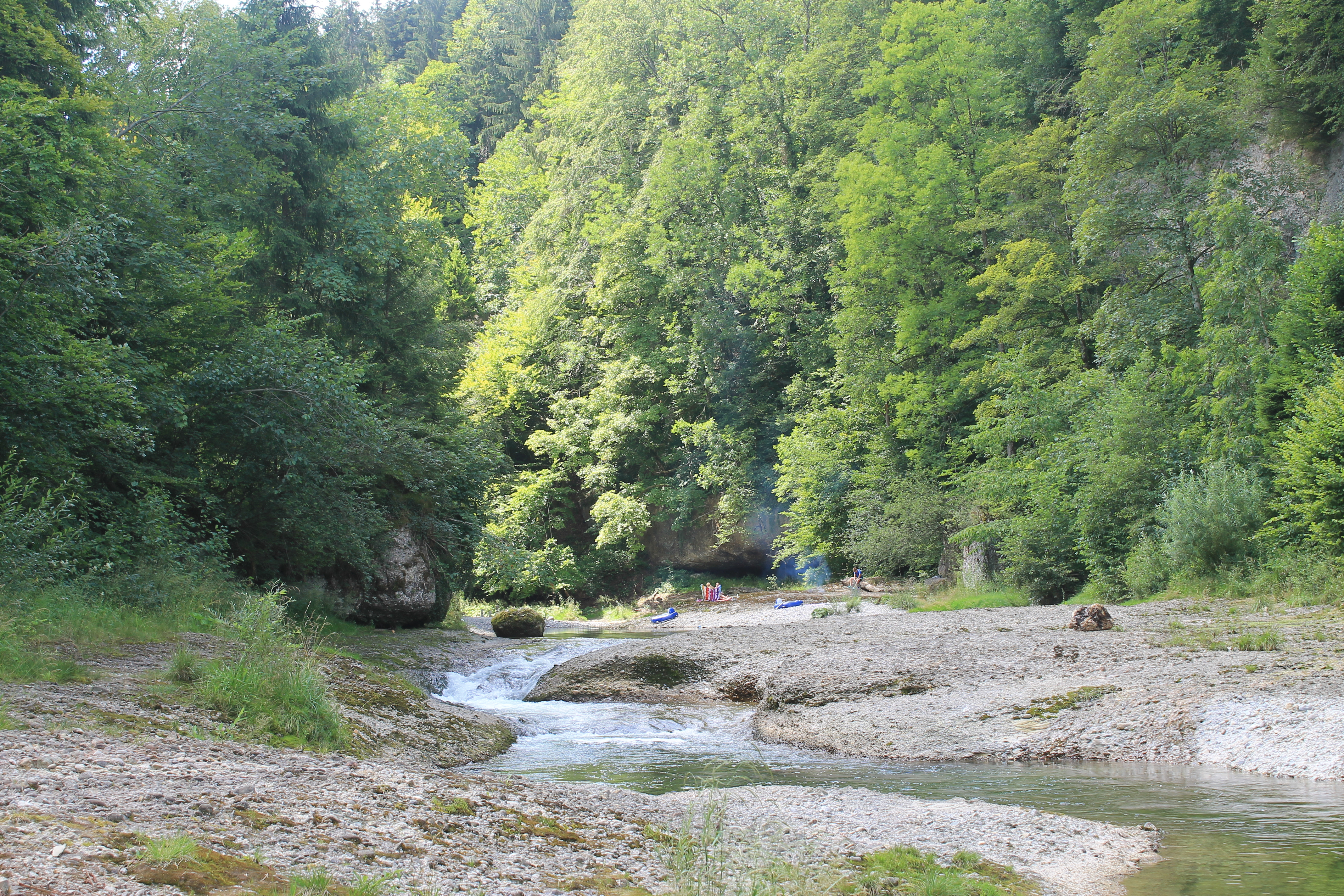
Necker
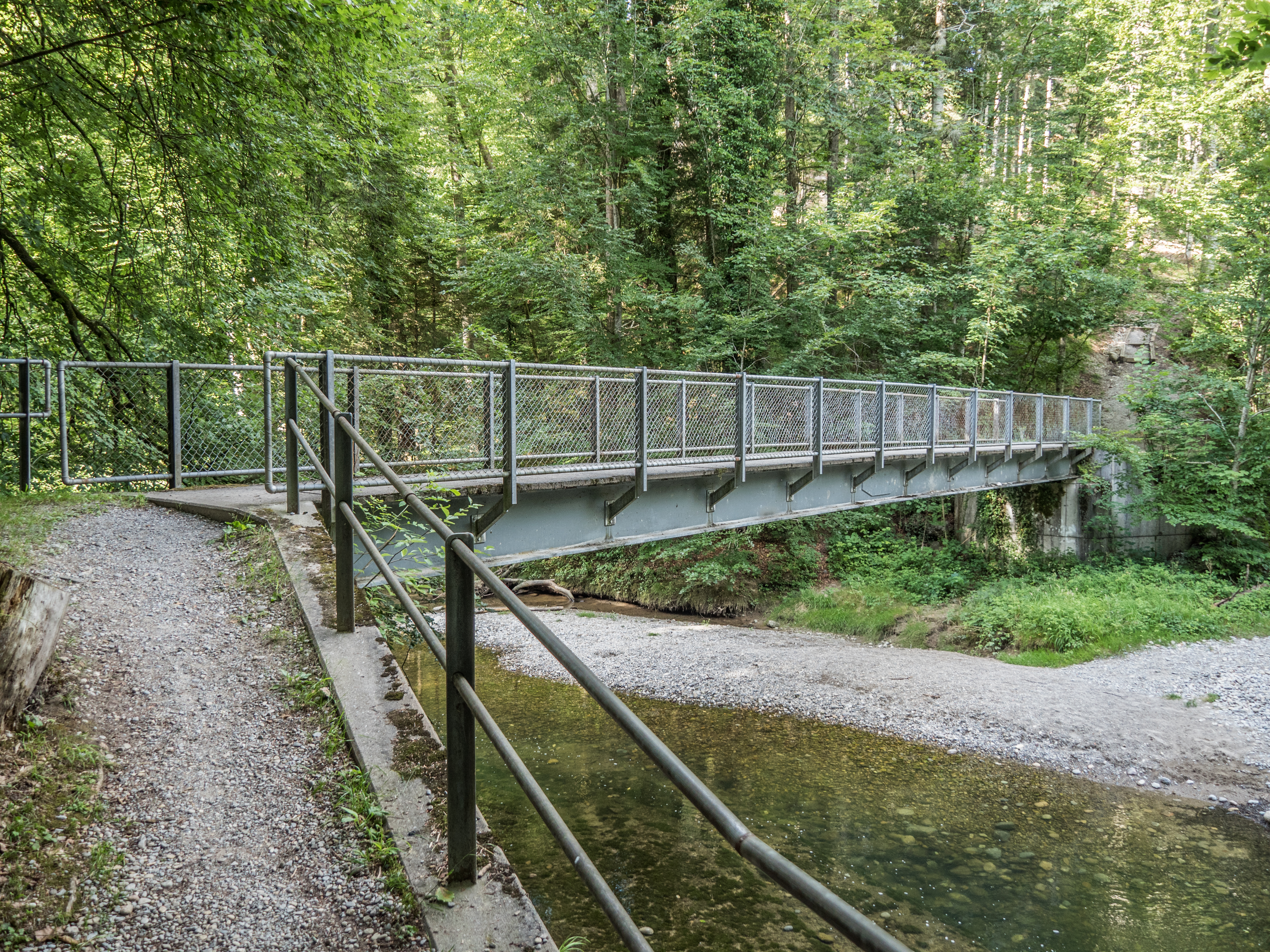
Fuchsloch-Steg über die Glatt, Flawil
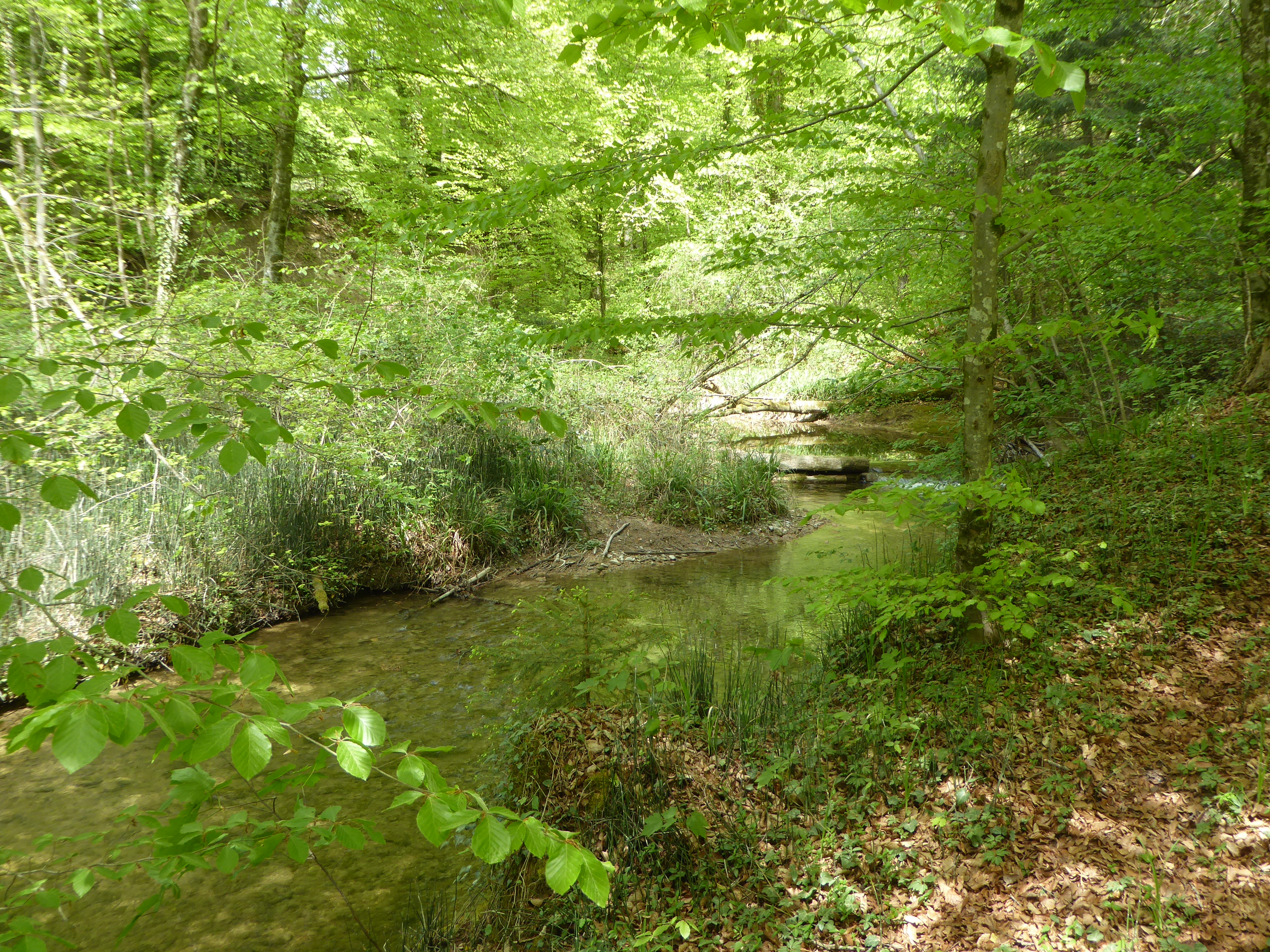
Der Seebach
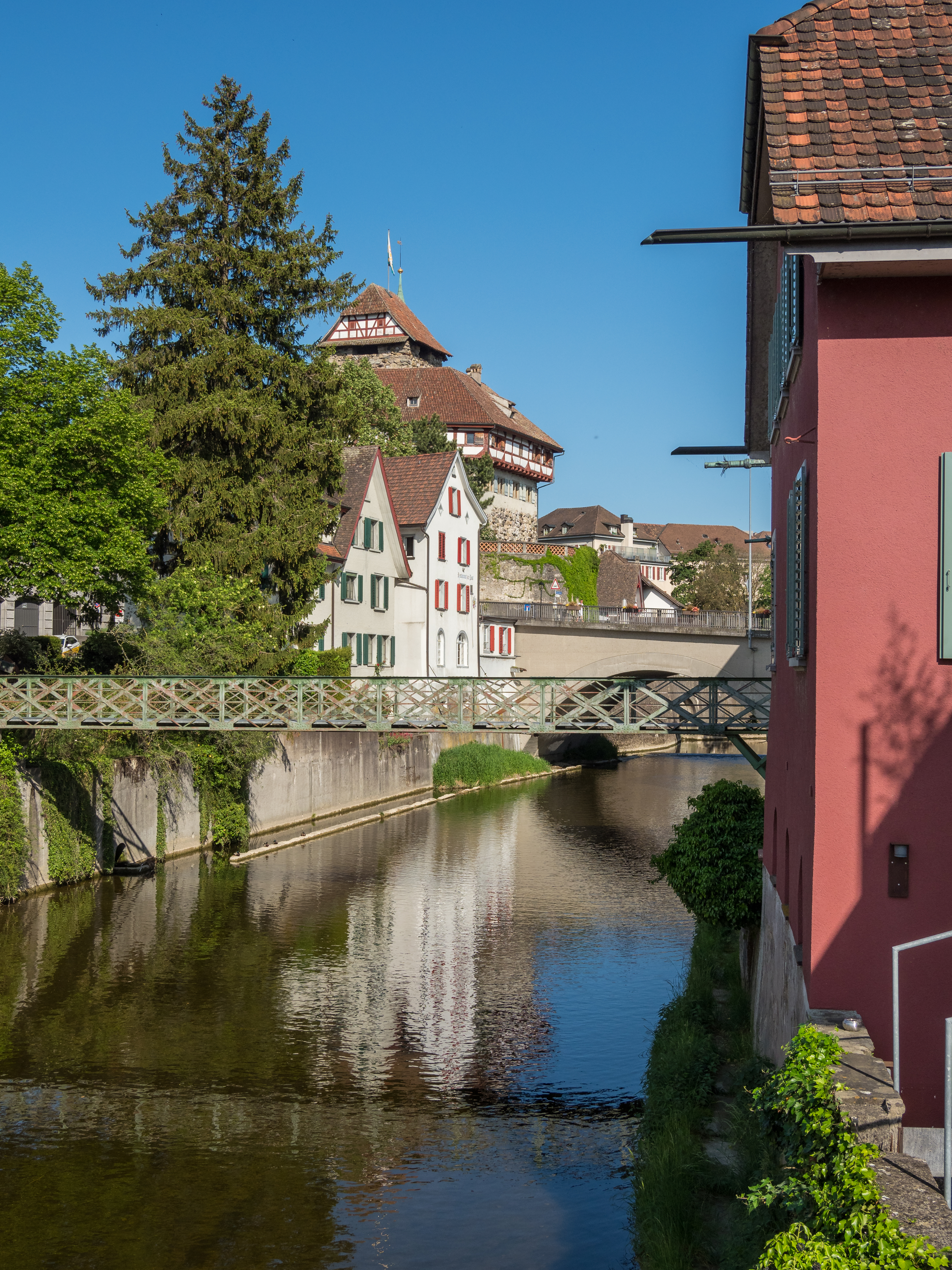
Murg in Frauenfeld

## Hochwasser
Der Lauf der Thur wird durch keinen See ausgeglichen. Von der Quelle bis zur Mündung in den Rhein bleibt sie deshalb ein Wildbach, der dazu neigt, bei entsprechender Witterung sehr schnell Hochwasser zu führen. Schwere Hochwasser sind für die Jahre 1664 und 1693 dokumentiert. Am 24. April 1693 sei, so Jakob Vogel von Alten, «unversehens ein Stück Erdreich von ungläubiger Grösse allernächst an seinem Hause von dem anderen gerissen und mit erschrecklichem Knall in die Thur gesunken». Als schwerste Überschwemmung galt die Flut des 29. und 30. Juli 1789.

### Messstelle Andelfingen
Das mittlere Jahreshochwasser der Thur beträgt 588,52 m³/s. Die höchste Jahresspitze wurde 1999 gemessen und erreichte 1130 m³/s.
Die Tabelle der Hochwasser-Wahrscheinlichkeiten für die Thur an der letzten Messstelle vor dem Zusammenfluss mit dem Rhein:
| Jährlichkeit (Jahre) | 2   | 10  | 30  | 100  | 300  |
| --- | --- | --- | --- | ---- | ---- |
| Abfluss (m³/s) | 578 | 825 | 948 | 1061 | 1150 |
| Anmerkung zu HQn: die Zahl entspricht dem Hochwasserdurchfluss (HQ = Hochwasserquantität) in m³/s, der sich – im Mittel – mit der angegebenen Jährlichkeit (n = Anzahl der Jahre) wiederholt. |     |     |     |      |      |

## Natur und Umwelt

### Von der Begradigung zur Renaturierung
In den Jahren 1874–1893 wurde der Fluss im zürcherisch-thurgauischen Grenzgebiet begradigt. Diese starre Uferverbauung wurde Ende des 20. Jahrhunderts entfernt. Dank einer Renaturierung mit im Jahresverlauf wechselnden Kiesbänken und hochwasserfesten, auch den Fischen Schutz bietenden Buhnen aus grossen Natursteinen entstand ein Habitat für Bachforellen, Elritzen, Barben, Schneider (Alburnoides bipunctatus) oder Alet (Leuciscus cephalus). Durch Ausbaggerungen haben sich langsam fliessende Flussabschnitte gebildet, die ihnen Rückzug bieten.

### Fischsterben
Die starken Hochwasser von 1999 führten in jenem Jahr zu einem Totalverlust der Naturverlaichung. Seit 2015 kam es unterhalb von Bütschwil jeden Sommer zu einem Fischsterben, bei dem jeweils 80 bis 90 Prozent der Jungfisch-Population der Bachforellen starben. 2019 wiesen sämtliche toten Tiere Entzündungen an Leber und Herz auf und starben letztlich an Herzversagen. Die Ursache dafür konnte bis heute nicht gefunden werden.

## Wirtschaft und Verkehr

### Kraftwerke
- Giessen
- Herrentöbeli
- Schönenberg

### Brücken

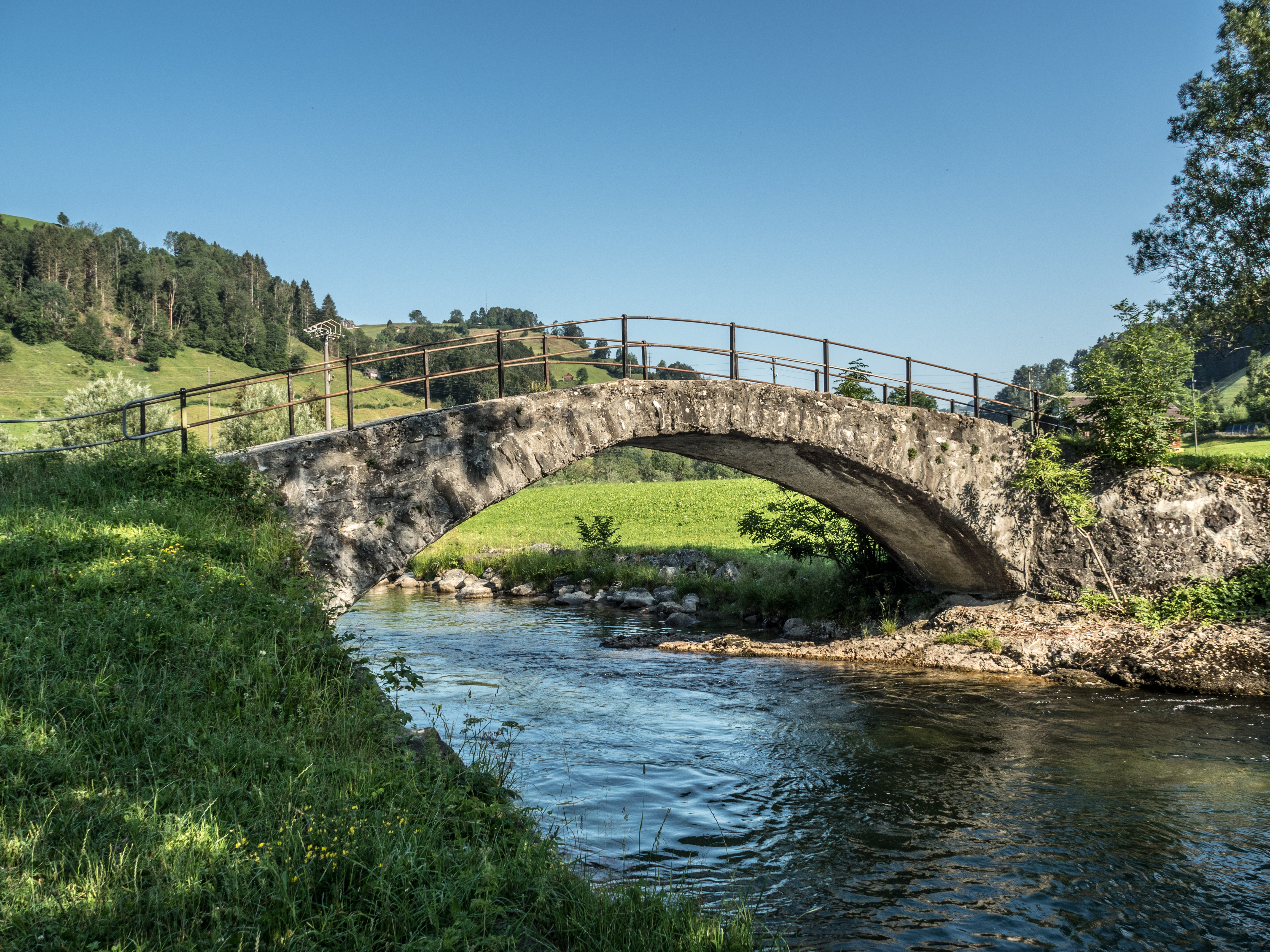
Breitenau Brücke über die Thur, Stein SG

Auf ihrem Weg wird die Thur von über 100 Brücken überspannt, die bedeutendsten sind dabei die gedeckten Holzbrücken bei Lütisburg, Eschikofen und Andelfingen, die spätmittelalterliche Steinbrücke Bischofszell, die Eisenbahnbrücken in Ossingen und Andelfingen sowie die beiden Weinlandbrücken bei Andelfingen.

## Thurweg
Der Thurweg (regionale Wanderroute Nr. 24 von Wanderland Schweiz) ist ein 160 Kilometer langer Wanderweg und führt entlang der Ufer der Thur von Wildhaus nach Rüdlingen.

## Galerie

Die Thur
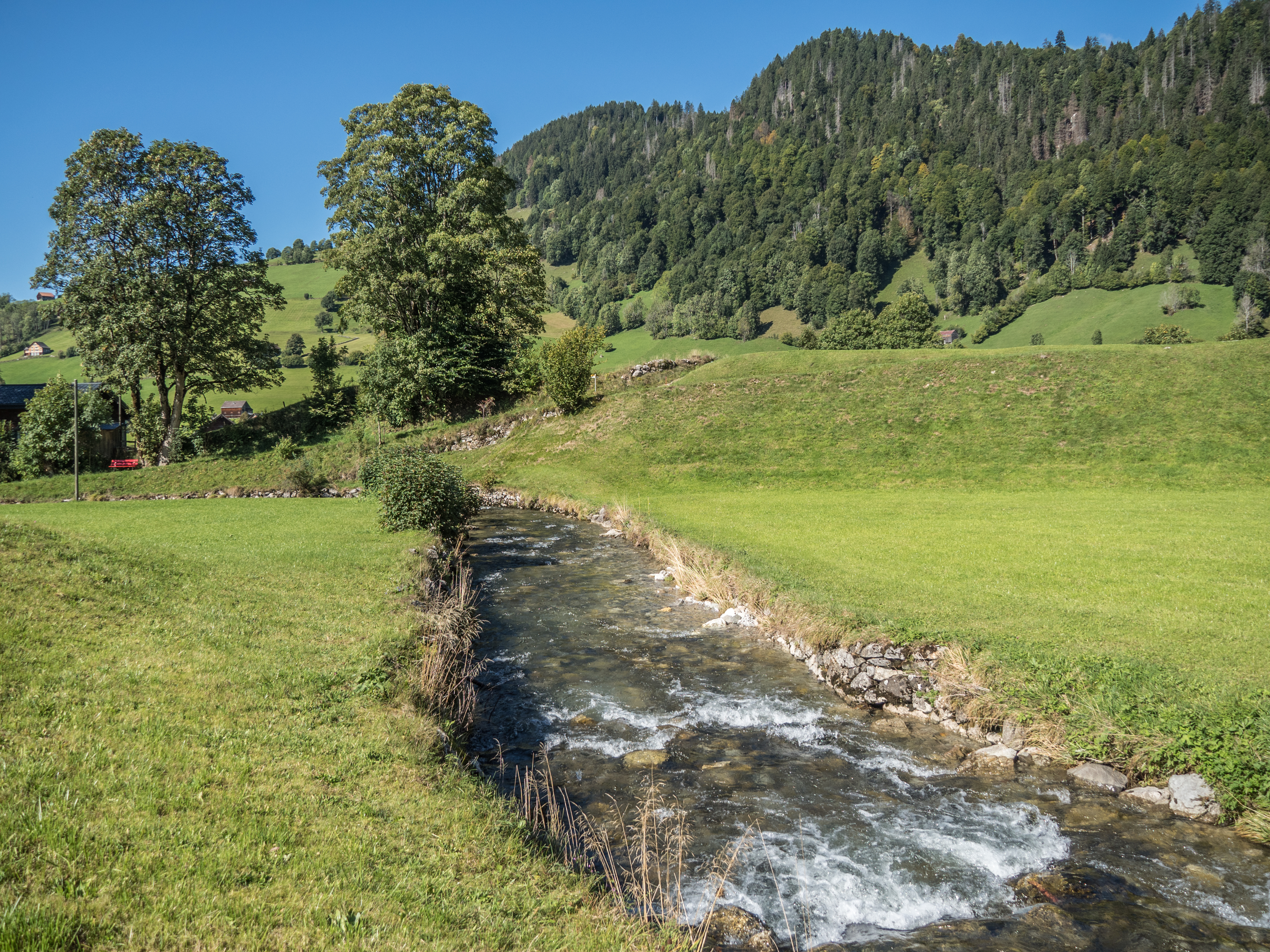
… bei Büchel, oberhalb Unterwasser
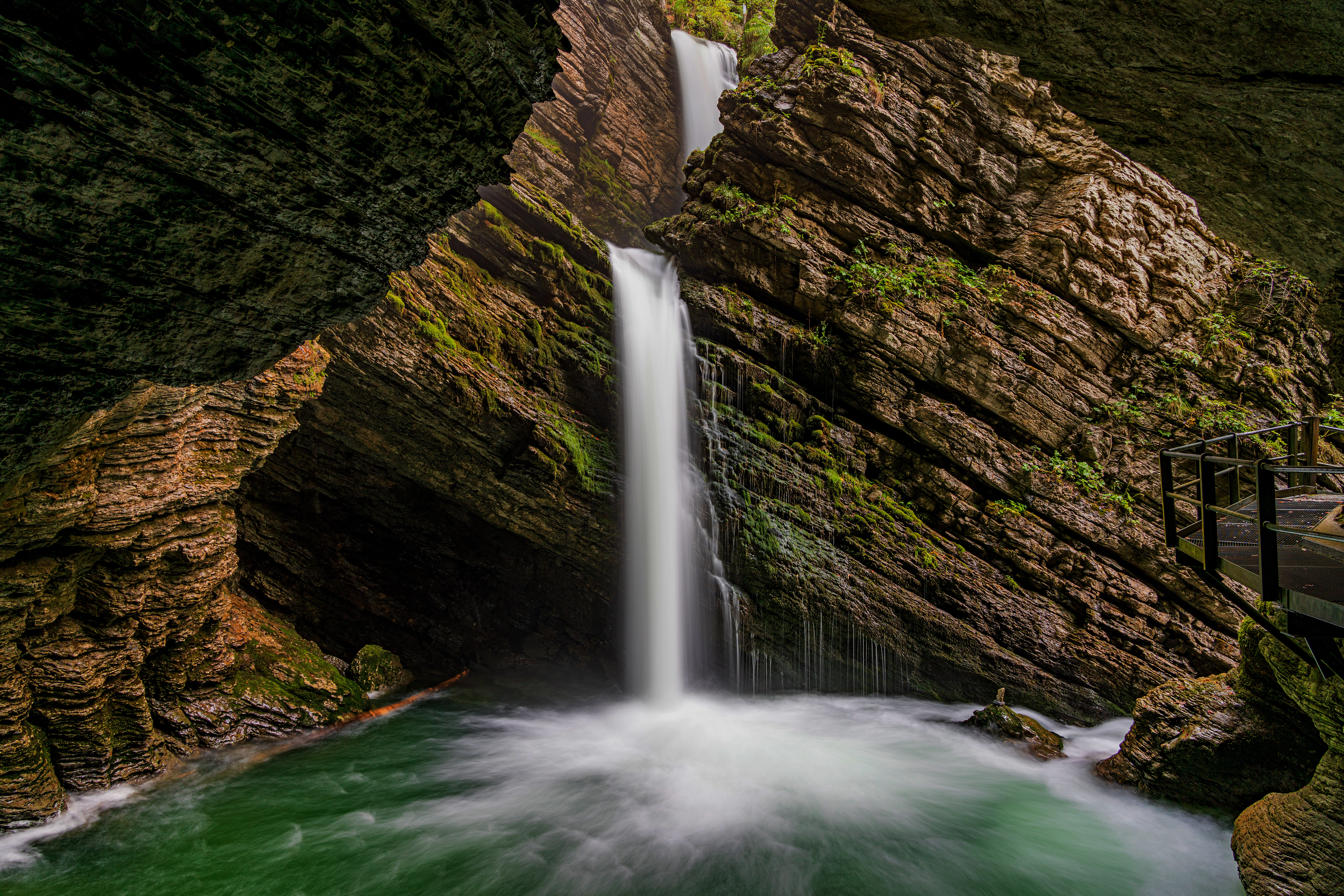
Unterer Thurwasserfall
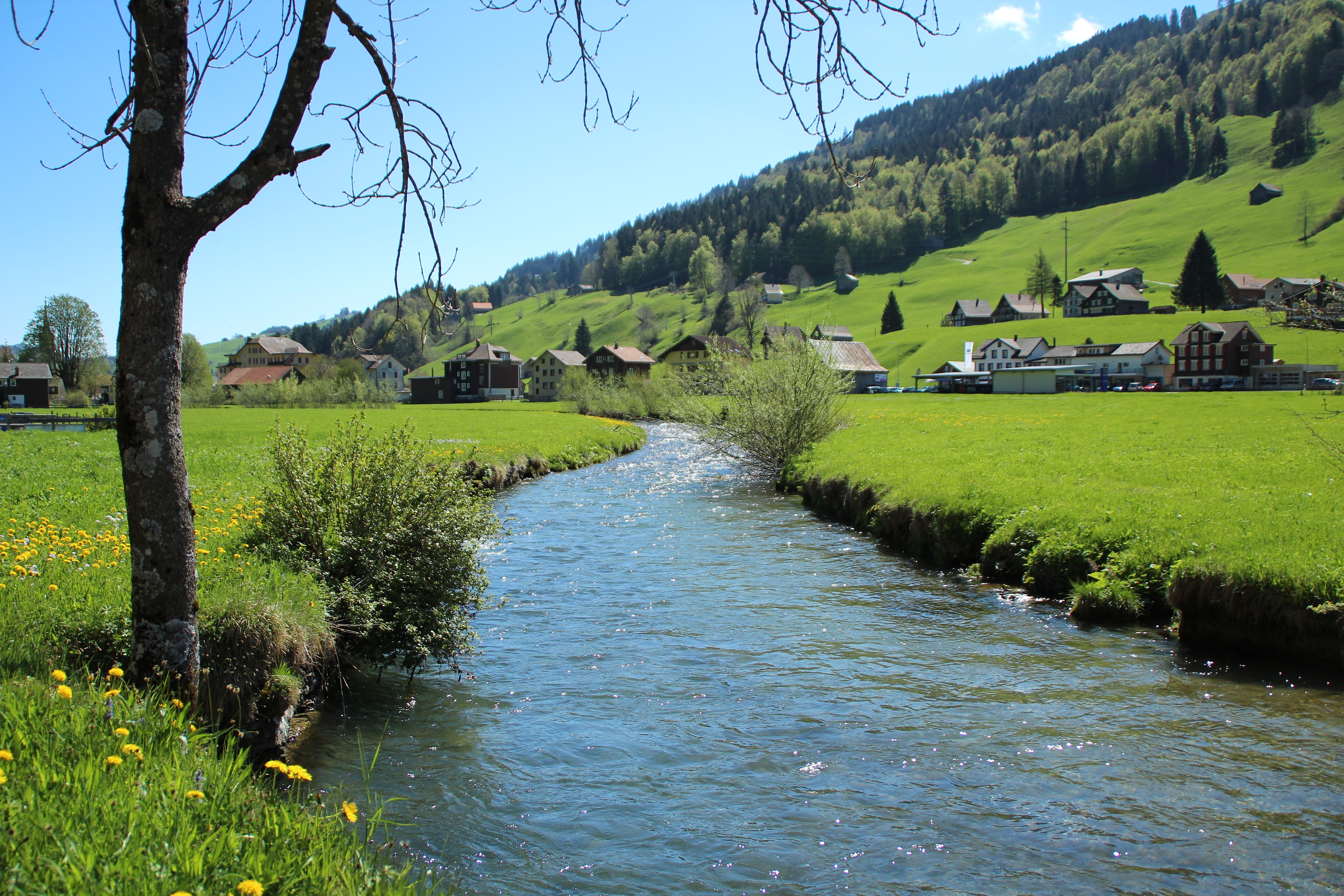
… bei Alt St. Johann
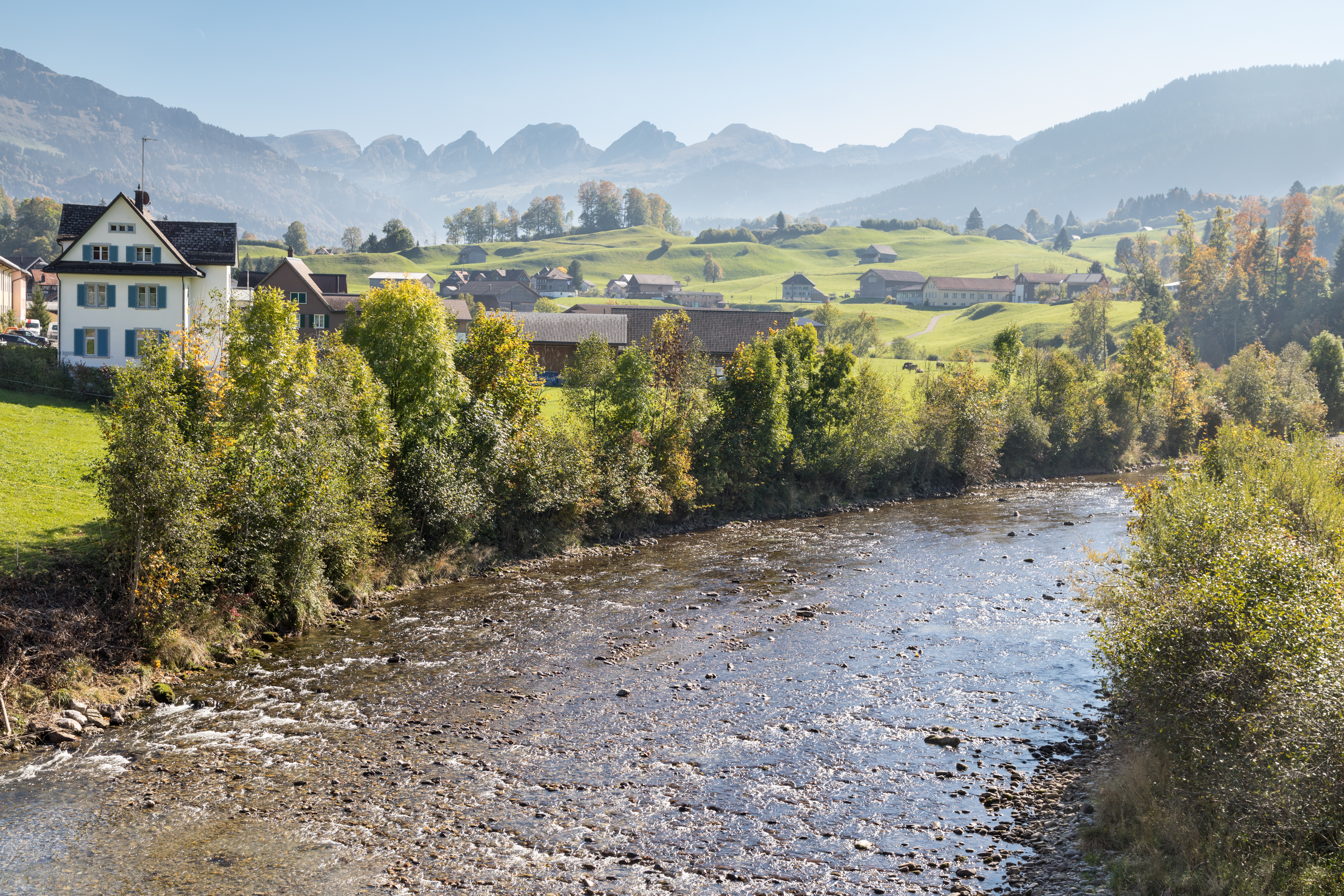
… in Krummenau SG
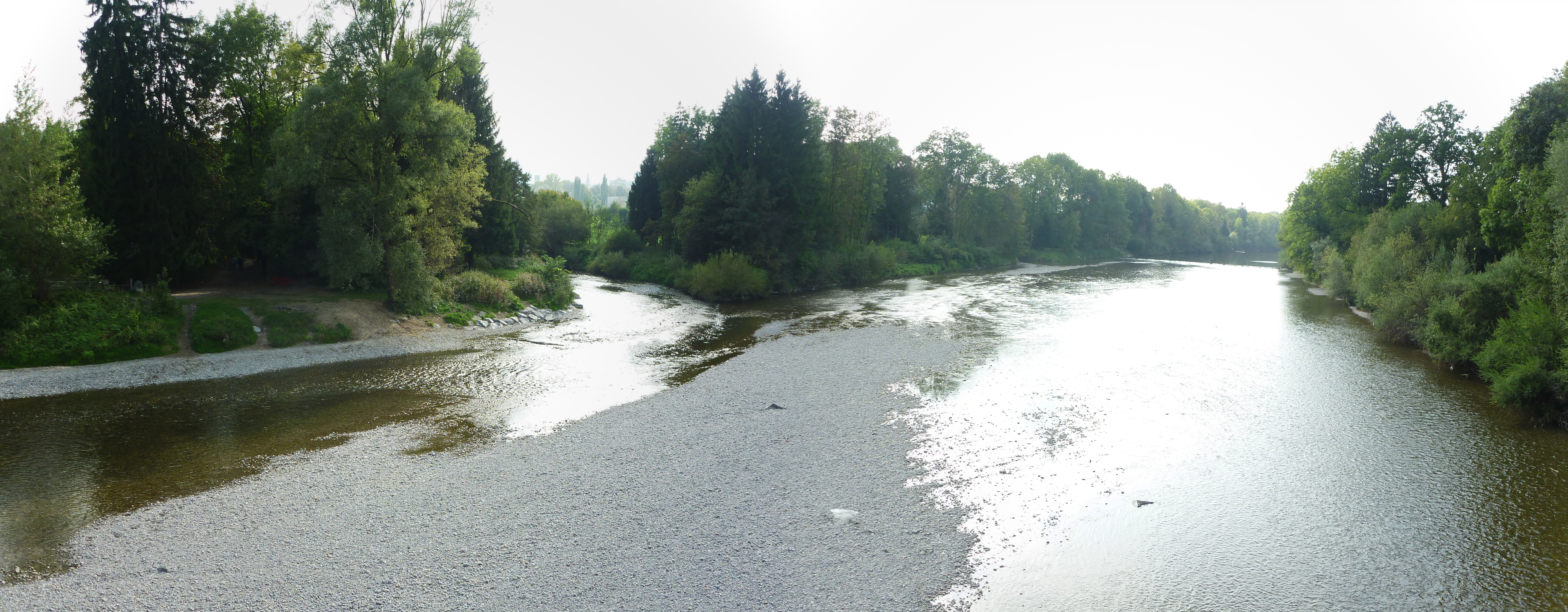
Die Mündung von Glatt und Uze bei Oberbüren
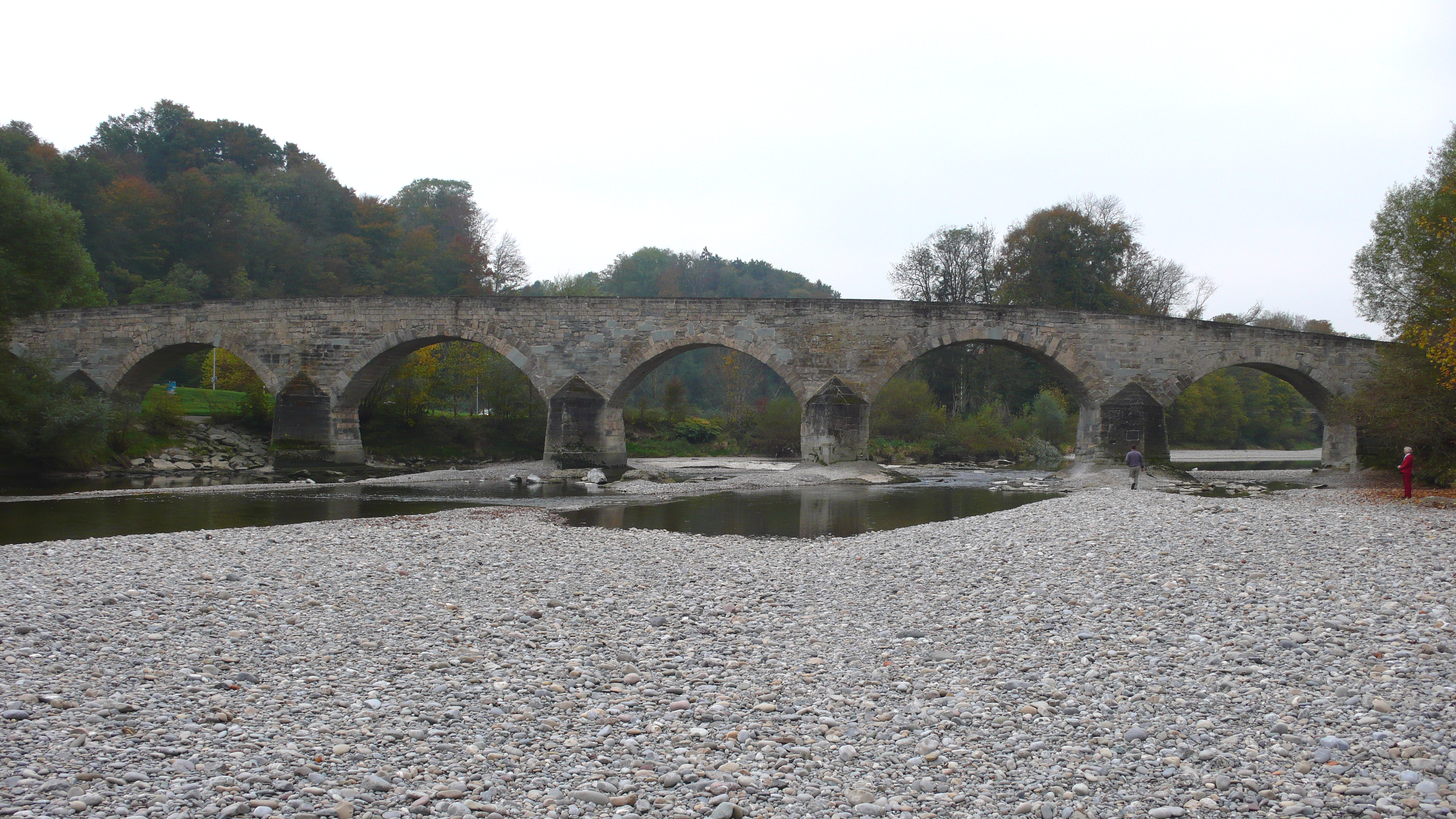
Die achtjochige Thurbrücke von 1487 in Bischofszell
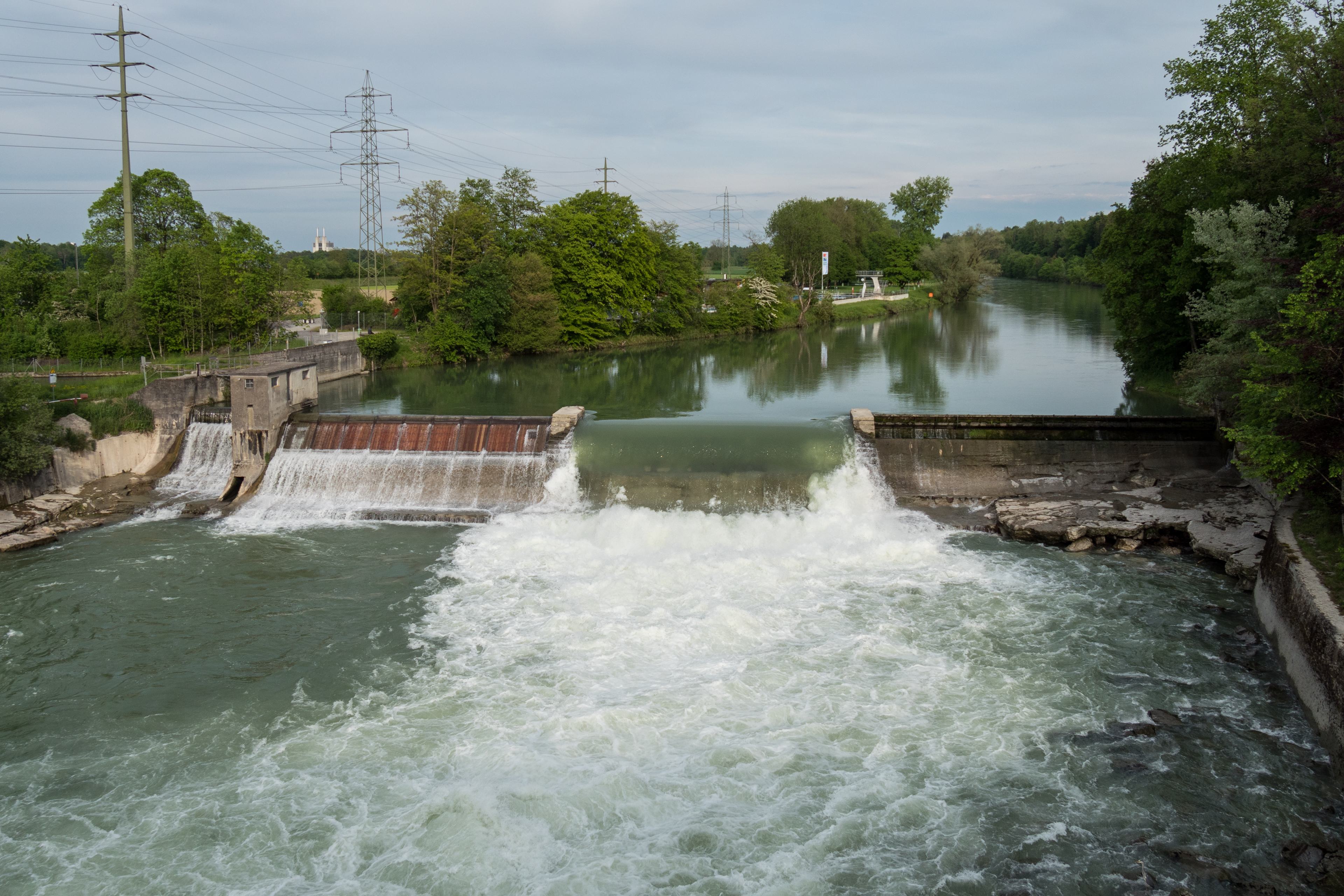
Thurwehr Weinfelden
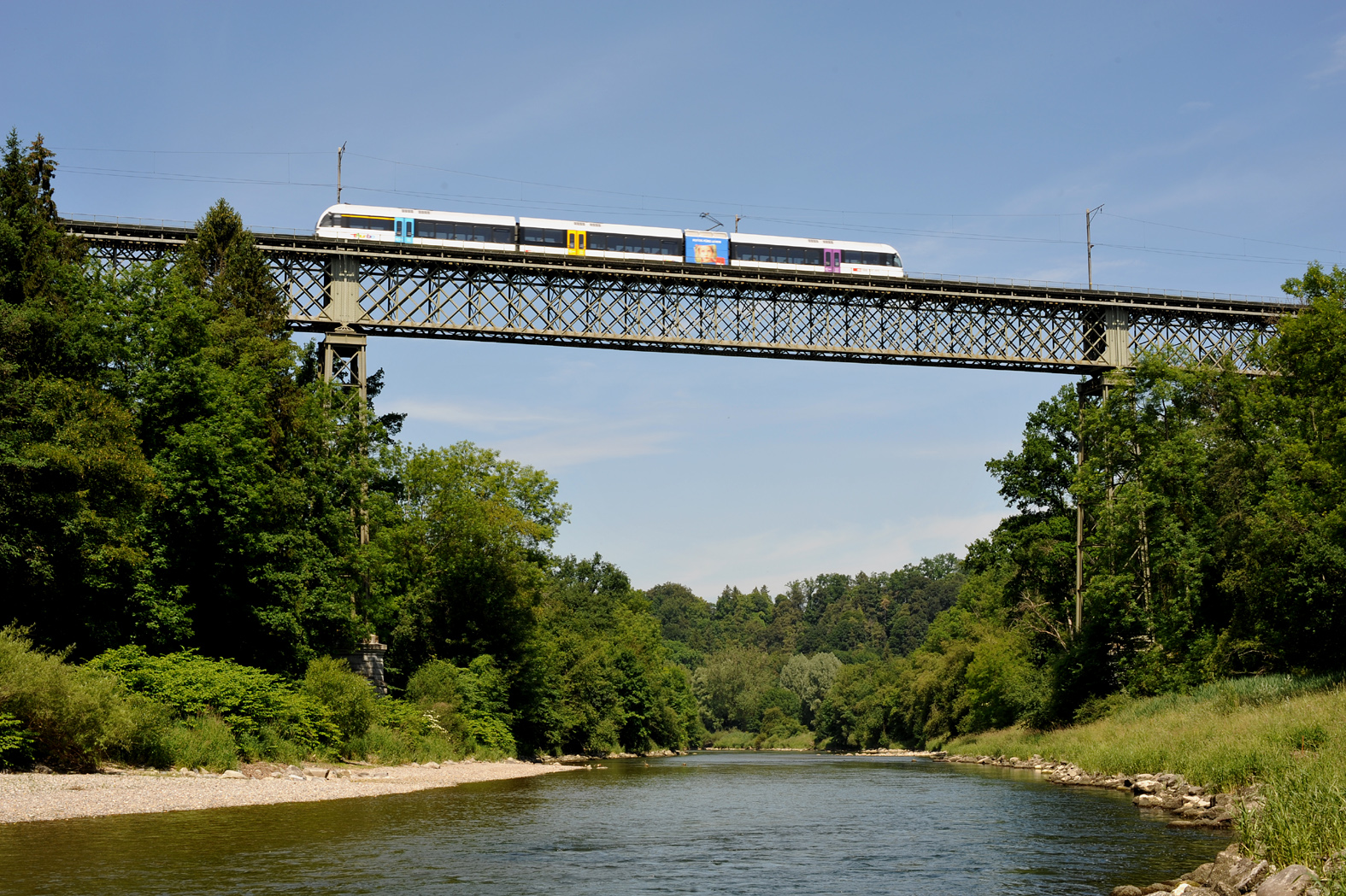
Ossinger Viadukt von 1877 an der Bahnstrecke Winterthur–Etzwilen
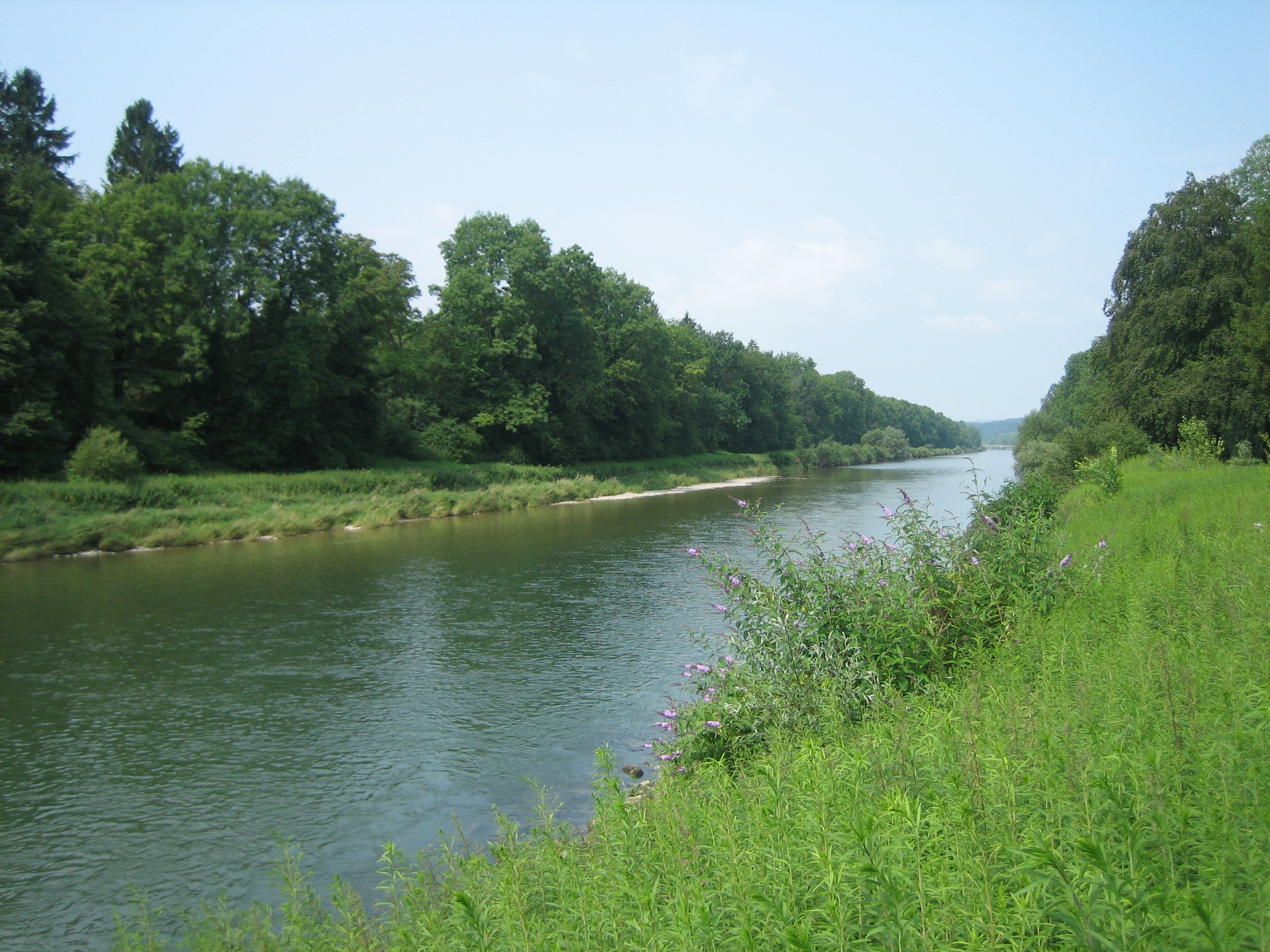
… bei Flaach
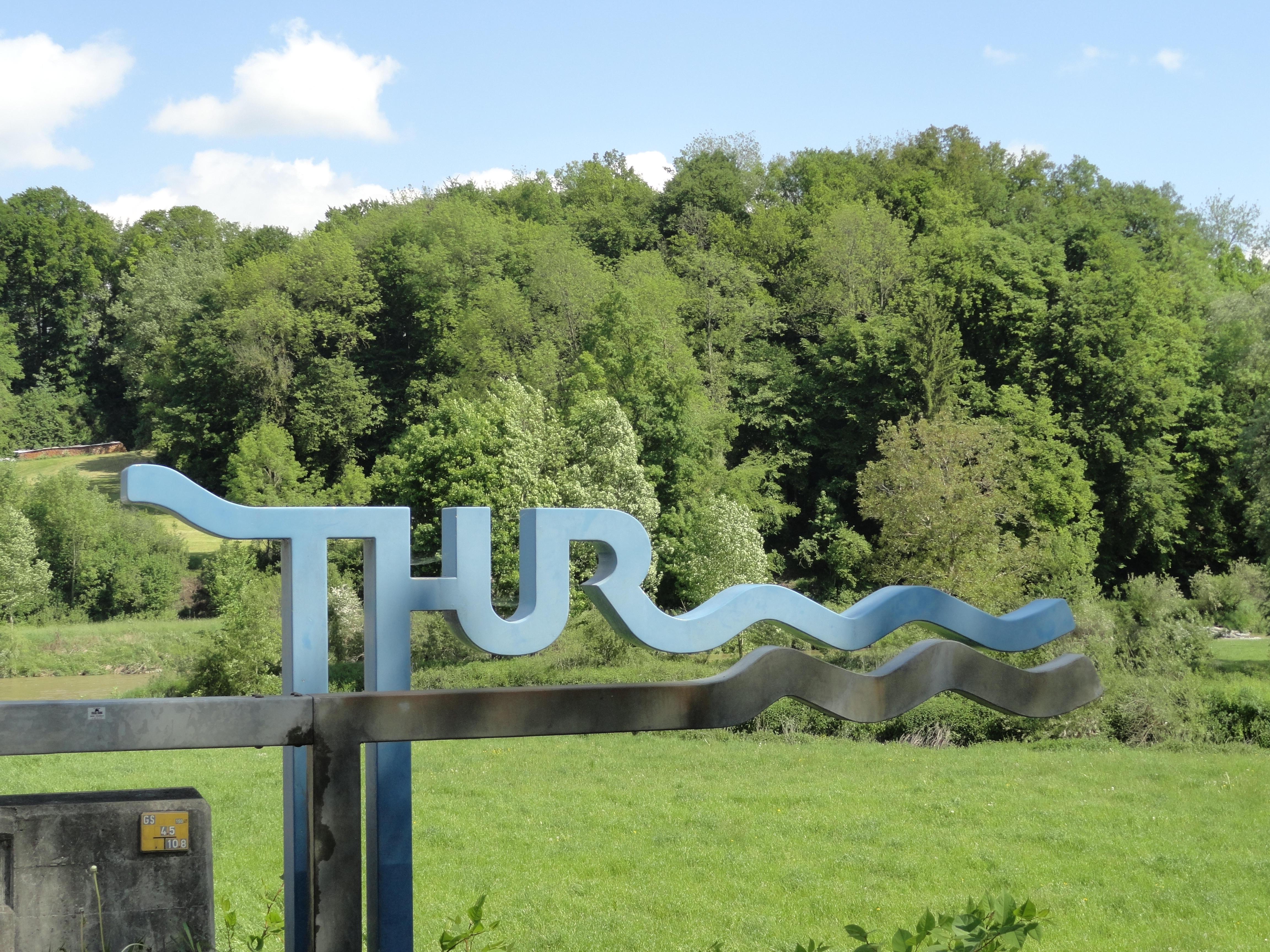
… bei Warth
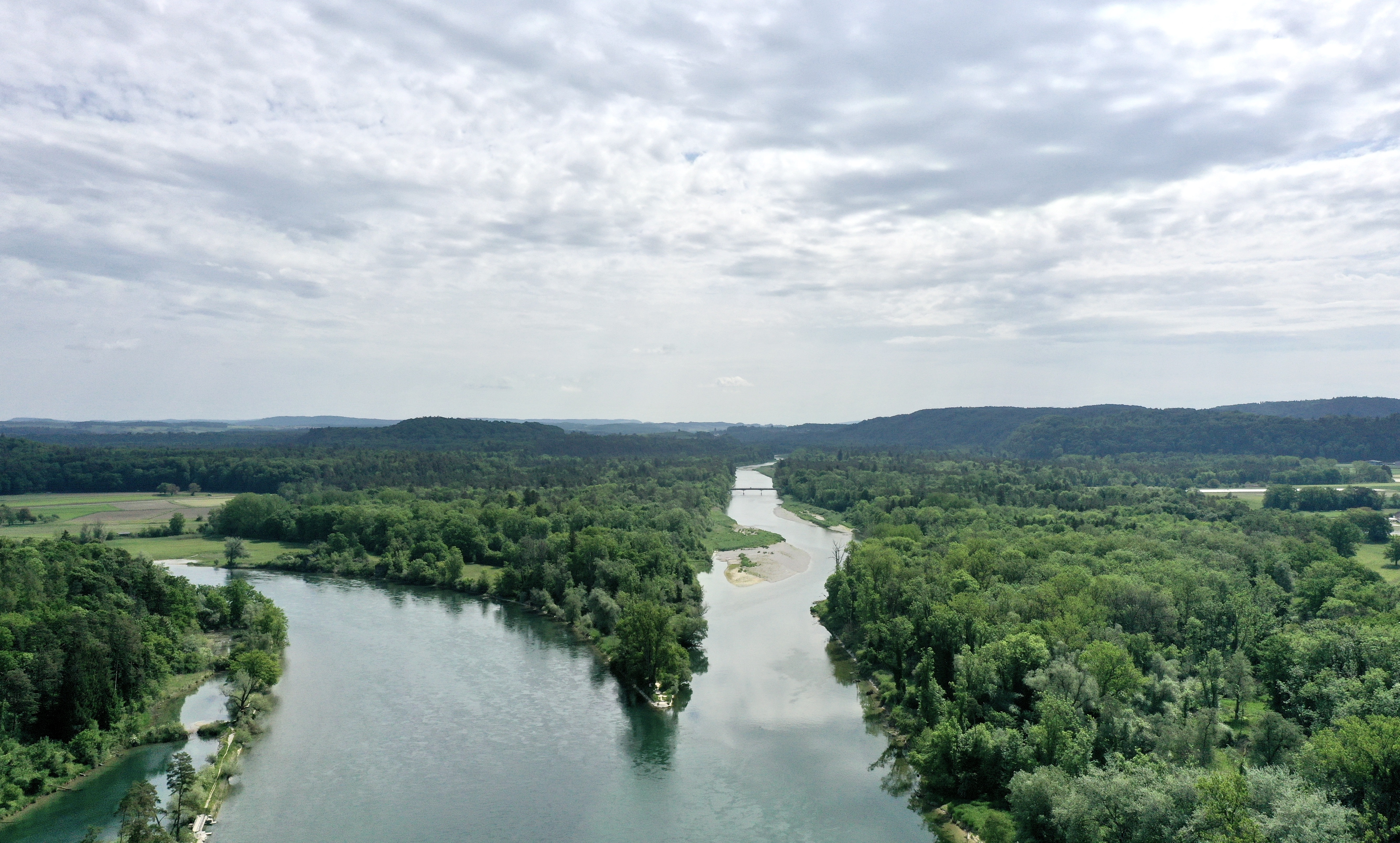
Thurmündung in den Rhein